# Hyundai Entourage
Hyundai Entourage — мінівэн, спроєктований Hyundai Motor, що продавався в Північній Америці між 2006 та 2009 роками. Є ребрендинговим варіантом другого покоління Kia Sedona.

## Опис

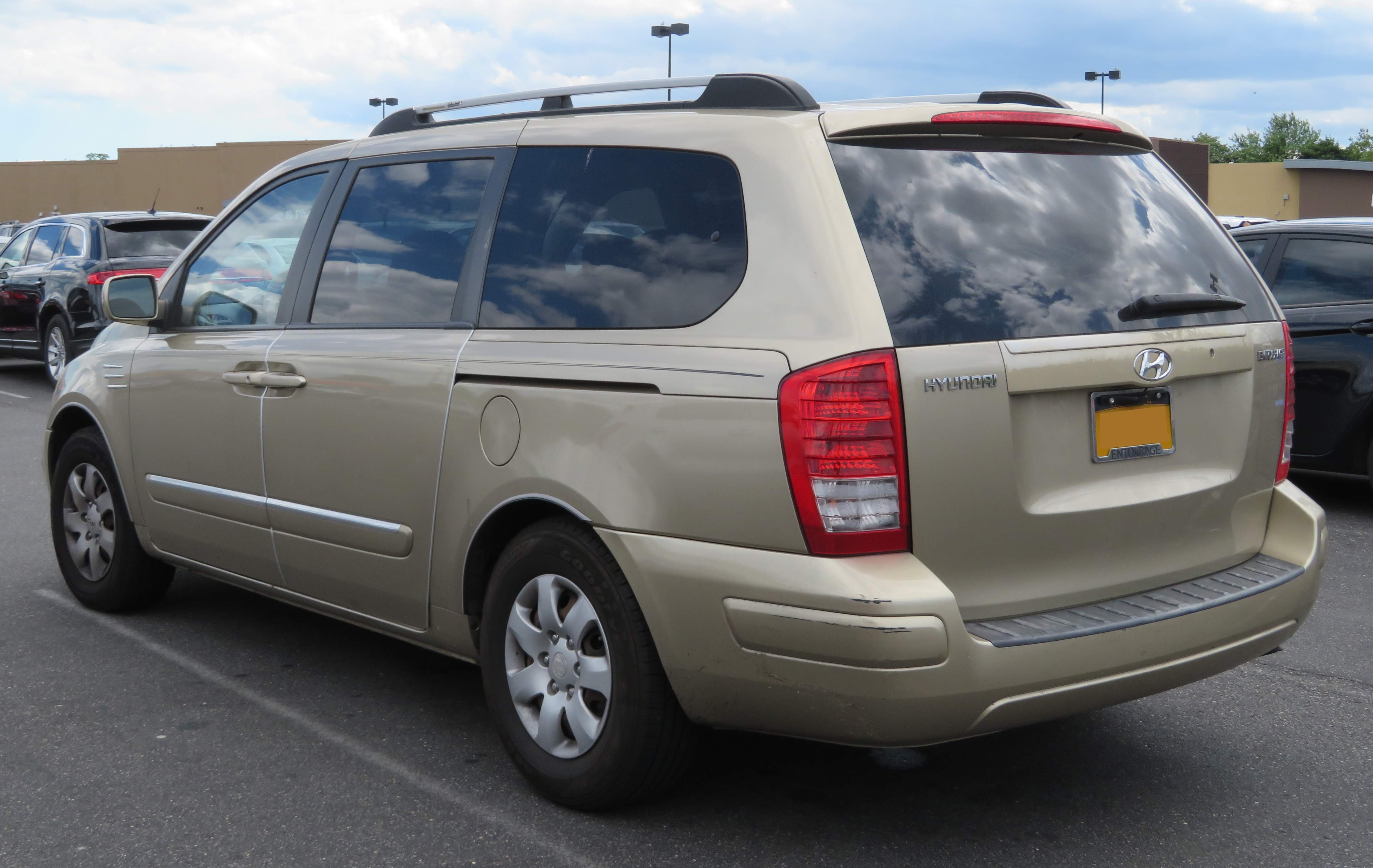

Вперше показаний на Чиказькому автошоу у лютому 2006 року. Продажі почалися в квітні 2006 року.
Entourage оснащений 3,8-літровим бензиновим атмосферним V-образним  двигуном з шістьма циліндрами потужністю 252 к.с. Всього було 3 комплектації - базова GLS, середня SE та вища Limited. 
Гарантія на автомобіль склала 100 000 пробіг. Із атрибутів безпеки автомобіль мав 6 підголівників безпеки, системи ESC і активні підголівники.
У квітні 2009 року виробництво Entourage було припинено в Північній Америці на 2010 модельний рік. Оновлений стиль Entourage був прийнятий у Південній Кореї як рестайлінг для Kia Carnival, за винятком оновлених решіток радіатора, що відповідають бренду Kia.

### Двигун
- 3.8 л Lambda V6 252 к.с.